# Pandur II
Der Pandur II ist ein in Österreich entwickelter Radpanzer und eine Weiterentwicklung des Pandurs. Er wird seit 2001 produziert.

## Beschreibung
Der Pandur II ist ein für den militärischen Einsatz bestimmtes, gepanzertes Geländefahrzeug, das auch Schutz gegen Minen bietet. Er ist in zwei Konfigurationen – 6×6 und 8×8 – verfügbar, die jeweils beide auf maximale Geländegängigkeit und Insassenschutz ausgelegt sind. Der Pandur II kann unter arktischen Verhältnissen, Wüstenbedingungen, in Städten, aber auch in schwerem Gelände und leichten Gewässern eingesetzt werden. Die nachfolgende Beschreibung behandelt primär die 8×8-Ausführung, deren wichtigste Eigenschaften auch die 6×6-Ausführung hat.

### Laufwerk
Die Wanne des Pandur II besteht aus höchstfesten und dicht geschweißten Panzerstahlblechen, ist also entsprechend steif. Die Räder sind rundherum einzeln an Schraubenfedern und Dämpfern (ähnlich dem MacPherson-Prinzip) aufgehängt und werden oben an Längslenkern und unten an Querlenkern geführt. Die Federkennlinie ist progressiv, was im letzten Drittel des Federweges durch zusätzliche Gummihohlfedern unterstützt wird. Um den extremen Einsatzbedingungen des Pandurs zu genügen, sind die Lenker und weitere sich im Betrieb nicht aufwärmende Laufwerksteile aus Spezialstahl hergestellt, der nahezu phosphorfrei und schwefelfrei ist. Dadurch versprödet der Stahl erst bei niedrigen Temperaturen, das heißt seine Sprungtemperatur beträgt nicht wie bei konventionellen Vergütungsstählen üblich etwa −20 °C, sondern etwa −45 °C.
Die vorderen beiden Achsen des Pandur II sind aktiv gelenkt, die hinteren beiden Achsen sind ungelenkt. Die Lenktrapeze sind mechanisch miteinander verbunden und weisen eine annähernde Ackermannlenkgeometrie auf, wobei sich die Normalen auf die gelenkten Achsen etwa in der Mitte zwischen den hinteren Achsen schneiden. Die Lenkung ist eine hydraulisch unterstützte Zweikreisservolenkung; die Komponenten der Lenkung sind geschützt in der Panzerwanne untergebracht.

### Motor und Getriebe
Angetrieben wird der Pandur II von einem elektronisch geregelten Industriedieselmotor der Type Cummins ISLe HPCR. Er hat sechs Zylinder in Reihe, Speichereinspritzung, Abgasturboaufladung mit variabler Turbinengeometrie und Rückkühlung sowie eine Flüssigkeitskühlung, die für Außentemperaturen von bis zu 52 °C ausgelegt ist. Der Hubraum ist mit 8,9 dm3 angegeben, die Leistung beträgt 335 kW bei 2100 min−1; das maximale Drehmoment 1621 N·m bei 1200…1800 min−1. Der Motor hat aus militärtaktischen Gründen keine Abgasnachbehandlung. Um die Abgasgrenzwerte der Abgasnorm Euro III einzuhalten, werden innermotorische Maßnahmen und eine Abgasrückführung verwendet.
Der Pandur II hat ein Automatikgetriebe der Type ZF 6HP602c mit hydrodynamischem Drehmomentwandler und sechs Fahrstufen, das weiters auch einen Primärretarder hat. Es ist zusammen mit dem Motor, dem Kühler, dem Generator, der Hydraulikanlage und dem Luftpresser zu einer logistischen Einheit, dem sogenannten Powerpack zusammengefasst. Das Powerpack kann innerhalb von 20 min aus dem Pandur II ausgebaut und innerhalb weiterer 20 min wieder eingebaut werden, es ist zu Wartungszwecken auch außerhalb des Pandur II betriebsfähig.

### Antriebsstrang
Das Automatikgetriebe ist mit dem Antriebsstrang über eine Bogenzahnkupplung verbunden. Das Antriebsmoment wird zunächst auf ein sperrbares, zweistufiges Verteilergetriebe und von dort an die sperrbaren Achsgetriebe und anschließend über eine zusätzliche Untersetzung und Antriebswellen auf die Räder übertragen. Im Straßenfahrbetrieb wird 30 % des Momentes auf die erste Achse, 21 % auf die zweite Achse und 49 % auf die vierte Achse übertragen. Ein Automatic Drivetrain Management (ADM) genanntes System überwacht den Radschlupf und schaltet entsprechend der Vorgabe des Fahrers den Antrieb der dritten Achse oder eskalierend Differentialsperren zu. Die Differentialsperren sind Klauenkupplungen mit 100 % Sperrwirkung und bleiben nur kurz eingeschaltet, sie werden durch eine Ausrückfeder nach wenigen Sekunden wieder gelöst. Liegt ein Differenzmoment am Differentialgetriebe an, so bleibt die Sperre trotz dem Druck der Ausrückfeder eingeschaltet. Das ADM kann die Sperren geschickter als ein Mensch zuschalten, sodass der Pandur II selbst im schweren Gelände überwiegend ohne Sperren fährt. Dadurch werden Blindmomente im Antriebsstrang gering gehalten. Wenn alle Sperren eingeschaltet sind, kann das gesamte Antriebsmoment von bis zu 20 kN·m kurzzeitig an nur ein Rad übertragen werden; dabei ist der Antriebsstrang so ausgelegt, dass die Grenze zur plastischen Verformung erst bei 30 kN·m erreicht wird.

### Wasserantrieb und Seilwinde
Der Pandur II ist mit einer hydraulisch angetriebenen Seilwinde von 80 kN Zugkraft ausgerüstet.
Wasser kann der Pandur II bis zu einer Tiefe von etwa 1500 mm durchwaten, durch noch tieferes Wasser kann der Pandur II schwimmen. Dazu hat er neben dem eigentlichen Schwimmantrieb ein Schwallbrett, eine Wasser-Wasser-Kühlanlage, eine gesonderte Luftansaugung sowie eine Lenzpumpe. Vor dem Schwimmen wird das Fahrzeug abgedichtet, weshalb unter anderem der konventionelle Luft-Wasser-Kühler nicht mehr verwendet werden kann. Der Schwimmantrieb besteht aus zwei mechanischen Wasserstrahlantrieben am Heck des Pandur II. Sie haben zwar nicht so einen hohen Wirkungsgrad wie ein Propellerantrieb, sind aber robuster und ermöglichen zusammen mit Deflektorklappen zum Umlenken des Wasserstrahles eine gute Wendigkeit im Wasser. Die grobstolligen Reifen des Pandur II haben einen hohen Widerstand und würden im Verhältnis zur nötigen Motorleistung keinen ausreichenden Vortrieb im Wasser generieren, weshalb sie bei der Wasserfahrt nicht angetrieben werden. Im Wasser beträgt die Fahrgeschwindigkeit ≤11 km/h.

## Technische Daten
6×6-Radkonfiguration:
- Hersteller: Steyr-Daimler-Puch Spezialfahrzeug GmbH (SSF)
- Motor: Cummins-Diesel ISLe HPCR-Serie
- Motorleistung: 298 kW (405 PS)
- Geschwindigkeit: 105 km/h (Straße)
- Besatzung: 2+10 (Mtpz)
- Länge: 6,6 m
- höchstzulässiges Gesamtgewicht: 15.500 kg
- Nutzlast: 3.500 kg

8×8-Radkonfiguration:
- Hersteller: Steyr-Daimler-Puch Spezialfahrzeug GmbH (SSF)
- Motor: Cummins-Diesel ISLe HPCR-Serie
- Motorleistung: 335 kW (455 PS) bei 2100 min−1
- Max. Drehmoment: 1621 N·m bei 1200–1800 min−1
- Geschwindigkeit: 105 km/h (Straße)
- Geschwindigkeit: ≤11 km/h (Wasser)
- Besatzung: 2+12 (Mtpz)
- Länge: 7,35 m
- Breite: 2,67 m
- Höhe; 2,08 m
- Leermasse: 14.500 kg
- höchstzulässiges Gesamtgewicht: 23.000 kg
- Nutzlast: 8.500 kg
- Reichweite mit eingebauten Tanks: 750 km
- Einsatztemperaturbereich: etwa −45 bis 52 °C

## Nutzer
- Indonesien – Am 24. November 2016 bestellte die Indonesische Regierung eine unbekannte Anzahl von Pandur II 8×8 als Mannschaftstransportpanzer (zusammen mit Tatra LKW und M3 Amphibienbrücken) für 39 Millionen US-Dollar von der Czechoslovak Group.[11] Am 12. April 2019 wurde ein Vertrag über die Herstellung von weiteren 22 Einheiten unterzeichnet. Diese Einheiten sollten vor Ort als „Pindad Cobra 8x8“ hergestellt werden.[12]
- Portugal – 188 Fahrzeuge in 9 Varianten befinden sich im Dienst bei der Interventionsbrigade des Portugiesisches Heeres.[13]
- Tschechien – Im Jahr 2006 bestellte Tschechien von Steyr-Daimler-Puch Spezialfahrzeug 199 Pandur. Im Dezember 2007 stornierte Prag jedoch den Vertrag wegen angeblicher Qualitätsmängel und Verspätungen bei der Lieferung der ersten Fahrzeuge. Im September 2008 hatten die Steyr-Panzer einen vereinbarten unabhängigen Test bestanden, sodass im März 2009 ein neuer Vertrag über 107 Fahrzeuge abgeschlossen werden konnte. Im November 2012 wurden schließlich die ersten 17 Fahrzeuge an das Tschechische Heer ausgeliefert. Der Gesamtauftrag umfasste: 72 Radschützenpanzer mit einer fernbedienbaren Waffenstation des Typs RCWS-30 von Rafael, 11 Führungsfahrzeuge, 16 Aufklärungsfahrzeuge, von denen 8 mit Radar ausgestattet sind, 4 Sanitätsfahrzeug and 4 Pionierfahrzeuge.[14] Im Jahr 2017 folgte eine Anschlussbestellung über 20 Führungs- und Funkfahrzeuge[15], wodurch die Streitkräfte Tschechiens mit Stand 2023 über insgesamt 127 Pandur II in 9 Varianten verfügen.